# Heteroderes
Heteroderes là một chi bọ cánh cứng trong họ 
Elateridae.
Chi này được miêu tả khoa học năm 1834 bởi Latreille.

## Các loài
Các loài trong chi này gồm:
- Heteroderes abyssinus Candeze, 1859
- Heteroderes acuminatus Schwarz, 1902
- Heteroderes acutangulus Gerstaecker
- Heteroderes acutus Schwarz, 1902
- Heteroderes aeoloides Candeze
- Heteroderes albicans Candèze, 1878
- Heteroderes albidus (W.J. Macleay, 1872)
- Heteroderes algirinus (Lucas, 1849)
- Heteroderes alluaudi Fleutiaux
- Heteroderes amaculatus Vats & Chauhan, 1993
- Heteroderes amazonicus Candèze, 1859
- Heteroderes angularis Schwarz, 1902
- Heteroderes approximatus Desbrochers des Loges, 1875
- Heteroderes arechavaletae Candèze, 1881
- Heteroderes attenuatus Candèze, 1859
- Heteroderes azoricus (Tarnier, 1860)
- Heteroderes bardus Candèze, 1859
- Heteroderes beccarii Candèze, 1878
- Heteroderes biellipticus Buysson, 1890
- Heteroderes caninus Germar, 1839
- Heteroderes carinatus Blackburn, 1889
- Heteroderes changi Ôhira, 1967
- Heteroderes cinerascens Candèze, 1859
- Heteroderes coctus Candeze
- Heteroderes complanatus Kluge
- Heteroderes coomani Fleutiaux, 1940
- Heteroderes cuneatus Quedenfeldt
- Heteroderes curvatus Schwarz, 1902
- Heteroderes deplanatus Candeze
- Heteroderes diplotrichus Candèze, 1897
- Heteroderes dorsalis Schwarz
- Heteroderes dubius Candèze, 1893
- Heteroderes farus Vats & Chauhan, 1993
- Heteroderes felinus Candèze, 1859
- Heteroderes flavicans (Candèze, 1878)
- Heteroderes flavonotatus (Boheman, 1851)
- Heteroderes fuscus Latreille, 1834
- Heteroderes gallagheri Platia & Schimmel, 1997
- Heteroderes gibbulus Champion, 1895
- Heteroderes grancanariensis Palm, 1976
- Heteroderes granulatus Champion, 1895
- Heteroderes heterostixus Candèze, 1889
- Heteroderes heydeni (Reitter, 1891)
- Heteroderes inexpectatus Kishii, 1969
- Heteroderes instabilis Fairmaire, 1849
- Heteroderes intermedius Candèze, 1895
- Heteroderes juvencus Candeze
- Heteroderes juvenilis Schwarz, 1902
- Heteroderes kordofanus Candeze, 1859
- Heteroderes kuluensis Jagemann, 1945
- Heteroderes kusuii Ôhira, 1994
- Heteroderes lenis Candèze, 1859
- Heteroderes lineolus Schwarz
- Heteroderes luristanicus Pic, 1916
- Heteroderes macroderes Candèze, 1859
- Heteroderes malaisianus Candèze, 1859
- Heteroderes motschulskyi Fleutiaux
- Heteroderes multilineatus Candèze, 1878
- Heteroderes musculus (Germar, 1844)
- Heteroderes nigrifrons Schwarz, 1902
- Heteroderes oblitus Candèze, 1859
- Heteroderes omanensis Platia & Schimmel, 1997
- Heteroderes opaculus Schwarz
- Heteroderes ornatus Candèze, 1888
- Heteroderes pallidus Fleutiaux, 1934
- Heteroderes parallelus Fleutiaux
- Heteroderes patagonus Steinheil, 1874
- Heteroderes patruelis Candeze
- Heteroderes pecirkai Jagemann, 1945
- Heteroderes plancus Erichson
- Heteroderes poesi Ôhira, 1970
- Heteroderes prosternalis (Candèze, 1878)
- Heteroderes pulchellus Candèze, 1889
- Heteroderes pusillus Candèze, 1865
- Heteroderes rothschildi Fleutiaux
- Heteroderes rufangulus Gyllenhal, 1817
- Heteroderes rufulus Candeze
- Heteroderes ruteri Chassain, 1979
- Heteroderes senegalensis Candèze, 1893
- Heteroderes seniculus Laporte
- Heteroderes sericeus Candèze, 1859
- Heteroderes tabularis Vats & Chauhan, 1993
- Heteroderes tertius Candeze
- Heteroderes trifurcus Candeze
- Heteroderes trilineatus Candeze
- Heteroderes tschoffeni Candèze, 1893
- Heteroderes vagus Candèze, 1895
- Heteroderes variolus Candèze, 1889
- Heteroderes vauttouxi Girard, 1971
- Heteroderes vinsoni Fleutiaux, 1925
- Heteroderes zebratus Candèze, 1889